# ニック・デカロ
ニック・デカロ（Nick De Caro、1938年6月23日 - 1992年3月4日）は、アメリカ合衆国の編曲家、音楽プロデューサー、シンガーソングライター。洗練された作風の編曲家として名高く、1970年代から1980年代にかけて、数多くのアーティストの楽曲制作に携わった。1974年に発売したソロ・アルバム『イタリアン・グラフィティ』がAORの名盤として知られる。カーペンターズ、山下達郎、丸山圭子らに影響を与えた。

## ディスコグラフィ

### スタジオ・アルバム
- 『ハッピー・ハート』 - Happy Heart (1969年、A&M) ※ニック・デカロ&オーケストラ名義
- 『イタリアン・グラフィティ』 - Italian Graffiti (1974年、Blue Thumb)
- 『ラブ・ストーム』 - Love Storm (1990年、Invitation) ※山下達郎作品のカバー集
- 『プライベート・オーシャン』 - Private Ocean (1991年、Roux)

### コンピレーション・アルバム
- 『イン・ラヴィング・メモリー・オブ・ニック・デカロ』 - In Loving Memory Of Nick DeCaro (1992年、Roux)
- 『ニック・デカロ・ワークス』 - Works (2012年、Universal Music)
- 『ニック・デカロズ・ワークショップ』 - Nick Decaro's Workshop (2019年、Clinck) ※彼が手掛けたヴィッキー・カー（1966年）、Tボーンズ（1966年）、アンディ・ウィリアムス（1967年）の各アルバム計3枚を収録